# Leptochiton
Leptochiton es un género con dos especies de plantas bulbosas perteneciente a la familia Amaryllidaceae.
Se distribuye desde Ecuador hasta Perú.

## Taxonomía
El género fue descrito por Joseph Robert Sealy y publicado en Bot. Mag. 1937. La especie tipo es: Leptochiton quitoensis (Herb.) Sealy  1937 

## Especies
- Leptochiton helianthus (Ravenna) Gereau & Brako  1993
- Leptochiton quitoensis (Herb.) Sealy  1937